# Большая белозубка
Большая белозубка (Crocidura lasiura) — вид землеройки рода белозубок (Crocidura). Встречается в умеренной зоне Восточной Азии от Амура в России до Кореи и в Китае до Шанхая.

## Описание
Самый крупный вид данного рода в фауне России и один из самых крупных видов землероек в Евразии. Длина тела от 66 до 110 мм. Хвост длиной 28—48 мм по отношению к длине тела составляет 45 % — это самый короткий хвост среди представителей рода. Ступня 12—17 мм. Однотонной тёмной окраски, брюхо лишь немного светлее спины. Окраска спины от угольно-коричневой до тёмно-коричневой, на боках мех становится серо-коричневым. Брюхо пепельно-серое, хвост полностью тёмно-коричневый. Кондилобазальная длина черепа 19,7-26,1 мм. Гребни черепа больше выражены, чем у других белозубок Северной Евразии. Коренные весьма массивные.
Хромосомный набор 2n=40, NF=56, половые хромосомы и X, и Y субметацентрики.

## Распространение
Crocidura lasiura встречается в умеренной зоне Восточной Азии от Амура в России до Корейского полуострова и в Китае до Шанхая. В Китае этот вид обитает в провинциях Хэйлунцзян, Внутренняя Монголия и Цзилинь на севере, Цзянсу и Шанхай.
Северная граница пересекает Амур и выходит на территорию России примерно у 133° восточной долготы (границы в Амурской области нуждаются в уточнении). Вдоль долины Амура идёт до Хабаровска, затем до Комсомольская-на-Амуре. По междуречью Амура и Хора поворачивает на юго-запад. По западному склону Сихотэ-Алиня идёт до Уссурийского заповедника, там поворачивает на северо-восток и выходит к берегу Японского моря. Вдоль него идет на юг и уходит на Корейский полуостров. Встречается на островах Русском и Веры в Японском море.

## Образ жизни
На Дальнем Востоке России сомкнутые хвойные леса избегает. Предпочитает пойменные места обитания, где живет у самого уреза воды. В лесах живет на полянах, вдоль пойм лесных речек и ручьев. В Корее населяет смешанные и лиственные леса, заходит в агроценозы, где может достигать высокой численности.
В Южном Приморье многочисленен, иногда становится доминантом в сообществах землероек. В Корее это одна из самых многочисленнsх и распространённых землероек. На севере ареала в Приамурье относительно редок.
Питается пауками (особенно сенокосцами) и жуками (особенно жужелицами), а также гусеницами бабочек и клопами. Существенную долю в питании могут составлять обитатели водоемов (гидробионты) — жуки-плавунцы, бокоплавы (Gammarus) и мальки рыбы. Последних добывает в воде, а поедает на суше. Считается, что дождевые черви играют в питании незначительную роль.
В Приморье размножается с мая до начала ноября. У зимовавших самок бывает по 2—3 выводка. Размер 6—11 молодых, 8,7 в среднем. В Корее размножение длится с февраля по октябрь. Размер выводка 4—6 детёнышей. В размножении может участвовать 83 % самок-сеголеток и до 80 % самцов-сеголеток.

## Систематика
В первые название «Crocidura lasiura» для этого вида было предложено итальянскими исследователями Энрико  Джильоли и Томмазо Сальвадори в 1887, но это название считается nomen nudum. Первым валидным описанием является работа Джорджа Эдварда Добсона, опубликованная три года спустя, в 1890 году.
Райнер Хаттерер в сводке «Mammal Species of the World» перечисляет 6, по его мнению, синонимов Crocidura lasiura, а именно C. campuslincolnensis Sowerby, 1945, C. lizenkani Kishida, 1931, C. neglecta Kuroda, 1934, C. sodyi Kuroda, 1935, C. thomasi Sowerby, 1917, C. yamashinai Kuroda, 1934. Из них только Crocidura lasiura lizenkani и C. l. neglecta Р. Хаттерер считает заслуживающими статуса подвида.
По мнению отечественных специалистов вопрос о статусе Crocidura thomasi Sowerby, 1917, отделённой от C. lasiura на основании меньших размеров, требует дальнейших исследований. Кроме того, В. А. Нестеренко обнаружил, что выборки C. lasiura из Приморья неоднородны по размерам, и там попадаются особо крупные особи условно названные «major». Таксономический статус этой формы не ясен. Полноценная ревизия невозможна без привлечения материалов из Кореи и Китая.

## Комментарии
1. ↑  Сообщения об изолированном участке ареала в Сычуане[3] ошибочны[1][4][5].